# Józef Kurpas

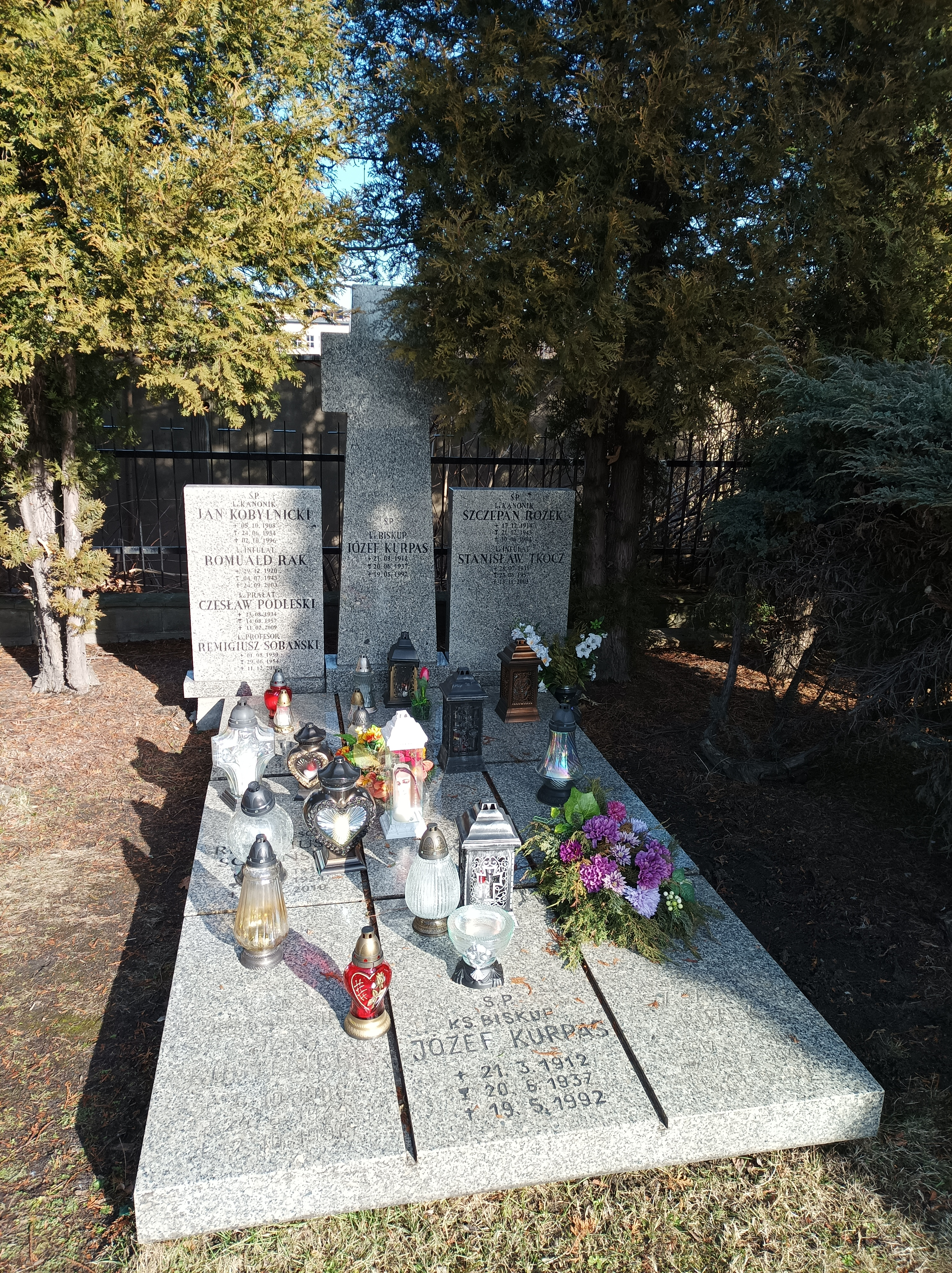
Grób biskupa Józefa Kurpasa na cmentarzu przy ul. Sienkiewicza w Katowicach

Józef Benedykt Kurpas (ur. 21 marca 1912 w Paniowach, zm. 19 maja 1992) – polski duchowny rzymskokatolicki, biskup pomocniczy katowicki w latach 1962–1991, od 1991 biskup pomocniczy senior diecezji katowickiej.

## Życiorys
Ukończył gimnazjum klasyczne w Mikołowie, następnie studia teologiczne na Wydziale Teologicznym Uniwersytetu Jagiellońskiego i w seminarium duchownym w Krakowie. 20 czerwca 1937 otrzymał święcenia kapłańskie w katedrze św. Piotra i Pawła w Katowicach z rąk biskupa Stanisława Adamskiego. Pracował jako duszpasterz w Paniowach, następnie w Szarleju, a od 1941 w parafii Niepokalanego Poczęcia NMP w Katowicach. W styczniu 1942 został mianowany notariuszem Sądu Biskupiego i Kurii Diecezjalnej w Katowicach. W latach 1953–1956 studiował na Wydziale Prawa Katolickiego Uniwersytetu Lubelskiego. 23 grudnia 1957 został ustanowiony kanclerzem Kurii Diecezjalnej.
23 listopada 1962 został mianowany biskupem pomocniczym diecezji katowickiej ze stolicą tytularną Orisa. Jego konsekracja odbyła się 24 lutego 1963 w katedrze Chrystusa Króla w Katowicach. Sakry udzielił mu biskup Herbert Bednorz, zaś współkonsekratorami byli biskupi Ignacy Jeż i Juliusz Bieniek. 17 czerwca 1966 ustanowiony został wikariuszem generalnym. W czasie prac I synodu diecezji katowickiej przewodniczył komisji ds. duchowieństwa. 11 czerwca 1977 otrzymał nominację na członka kapituły katedralnej i został jej prepozytem. 22 czerwca 1991 przeszedł w stan spoczynku.
Uczestniczył w obradach II i IV sesji soboru watykańskiego II.
Zmarł 19 maja 1992. Został pochowany na cmentarzu przy ul. Sienkiewicza w Katowicach.